# Dolno Tateši
Dolno Tateši es un pueblo ubicado en el municipio de Struga, en la región Sudoeste, Macedonia del Norte.

## Superficie
Posee una superficie de 5,266 kilómetros cuadrados.

## Demografía
Hasta 2021 la población era de 351 habitantes, con una densidad de población de 66,66 habitantes por kilómetro cuadrado.
| Gráfica de evolución demográfica de Dolno Tateši entre 1981 y 2021                   |
|                                                                                      |
| Datos según Population statistics of Eastern Europe & former USSR y City Population. |